# 解構子
解構子（英語：Destructor，有時簡稱 dtor）在面向对象程序设计裡是一個方法，當对象的生命週期結束時，它會自動地被呼叫執行。它最主要的目的在於，清空並釋放物件先前建立或是佔用的記憶體資源。解構子的整體使用概念關鍵在於RAII。一個具備垃圾回收機制的程式語言，無法確保解構子是否會被執行，通常這類的程式語言不屬於RAII的範圍內。這類的程式語言，只要經由某個適當的函式，通常會呼叫Dispose()函式，做呼叫的動作，那麼它一定會從現有資源釋放物件。與使用垃圾回收機制的Finalize()相比，建議使用解構子是釋放資源的適當做法。

## 代码示例
```
class
 
Demo
{

public
:

    
~
Demo
()
                     
//定义析构函数

    
{

       
std
::
cout
 
<<
 
"调用了析构函数 "
 
<<
 
std
::
endl
;

    
}

};

int
 
main
()

{

   
{

      
Demo
 
demo
 
;
   

   
}
               
// 在部分开发环境中可能没有显示内容，把它放在块儿中即可

    
return
 
0
;
   
//返回之前调用析构函数;

}

```

运行结果为:
调用了析构函数
第二种调用方式：
```
class
 
Demo
{

public
:

    
~
Demo
()
                     
//定义析构函数

    
{

       
std
::
cout
 
<<
 
"调用了析构函数 "
 
<<
 
std
::
endl
;

    
}

};

int
 
main
()

{

    
Demo
();
      
//在Visual Studio 2017中运行。

    
return
 
0
;
  

}

```

运行结果与上方相同